# Élections municipales de 2025 à New York
Les élections municipales de 2025 à New York sont prévues le 4 novembre 2025. Le maire sortant, Eric Adams, élu maire en 2021 sous la bannière du Parti démocrate, brigue un second mandat en tant qu'indépendant. Zohran Mamdani remporte la primaire démocrate du 24 juin 2025. Le Parti républicain n'a pas organisé de primaire ; Curtis Sliwa (également candidat en 2021) s'étant présenté sans opposition, est le candidat républicain.

## Contexte
Le maire démocrate sortant, Eric Adams, brigue un second mandat. En septembre 2024, il est inculpé par la justice fédérale pour financement illégal de campagne électorale et corruption. En février 2025, sous l'ère de la nouvelle administration Trump, le département de la Justice ordonne aux procureurs d'abandonner les poursuites judiciaires,, ce qui provoque l'appel à la démission d'Eric Adams par le conseil municipal. L'affaire est classée le 2 avril 2025 ; le lendemain Eric Adams annonce se présenter non plus à la primaire démocrate mais à sa réélection en tant qu'indépendant.

## Élection du maire

### Primaire démocrate
La primaire démocrate a lieu le 24 juin 2025 – la période de vote anticipé débutant dix jours avant. À New York, les primaires se déroulent au vote préférentiel. 
En 2024, le contrôleur de la ville de New York Brad Lander, l'ancien contrôleur Scott Stringer, le sénateur d'État Zellnor Myrie et la sénatrice d'État Jessica Ramos annoncent leurs candidatures à la fonction de maire. Plusieurs autres candidats annoncent leur candidature, notamment l'investisseur Whitney Tilson et les membres de l'Assemblée de l'État de New York Michael Blake et Zohran Mamdani.
En mars 2025, l'ancien gouverneur de l'État de New York Andrew Cuomo, qui a été contraint de démissionner en 2021 à cause d'un scandale de harcèlement sexuel, et la présidente du conseil municipal de New York Adrienne Adams annoncent leurs candidatures respectives,. En avril, le maire sortant Eric Adams se retire de la primaire démocrate et annonce qu'il se présente à sa réélection en tant que candidat indépendant.
Depuis son entrée en lice, Andrew Cuomo domine les sondages, Zohran Mamdani arrive en deuxième place,. L'écart entre Andrew Cuomo et Zohran Mamdani dans les sondages commence à se réduire en juin, bien que la plupart des sondages continuent à donner une avance pour Andrew Cuomo. En mai, Andrew Cuomo créé le « Fight and Deliver Party », pour lequel il prévoit de se présenter quel que soit le résultat de la primaire démocrate, tandis que le Working Families Party déclare qu'il est très peu probable qu'il soutienne Cuomo s'il gagnait la primaire.
Zohran Mamdani est notamment soutenu par le Working Families Party, la représentante Alexandria Ocasio-Cortez et le sénateur Bernie Sanders. Andrew Cuomo reçoit le soutien de l'ancien maire de New York Michael Bloomberg, du représentant Jim Clyburn et de l'ancien président Bill Clinton. La candidature d'Andrew Cuomo est financée en grande partie par un super PAC de 25 millions $ – le plus grand  jamais créé dans une campagne pour la mairie de New York – dont Michael Bloomberg est l'un des principaux donateurs, avec 8,3 millions $.
Le 24 juin 2025, Zohran Mamdani remporte 43,45 % des voix au premier tour de la primaire, contre 36,5 % des voix pour Andrew Cuomo et 11,21 % des voix pour Brad Lander,. Bien que les résultats officiels du vote préférentiel ne soient attendus que début juillet, Andrew Cuomo concède sa défaite et Zohran Mamdani annonce sa victoire dès le soir de l'élection. Cette victoire d'un progressiste de gauche face à l'un des représentants de l'establishment démocrate est considérée comme un « séisme politique »,,,. La victoire de Zohran Mamdani est annoncée par Associated Press le 1er juillet 2025, après que le Conseil des élections de la ville de New York a publié les résultats du vote préférentiel,.

#### Candidat
- Zohran Mamdani, membre de Assemblée de l'État de New York[14]

#### Candidats éliminés
- Adrienne Adams, présidente du conseil municipal de New York[38]
- Michael Blake, ancien membre de l'Assemblée de l'État de New York[13]
- Andrew Cuomo, ancien gouverneur de l'État de New York[39]
- Brad Lander, contrôleur de la ville de New York (en)[8]
- Zellnor Myrie, sénateur de l'État de New York[10]
- Jessica Ramos, sénatrice de l'État de New York[11]
- Scott Stringer, ancien contrôleur de la ville de New York[40]
- Whitney Tilson, gestionnaire de fond spéculatif[12]

#### Candidat s'étant retiré
- Eric Adams, maire de New York[6]

### Primaire républicaine
Bien que plusieurs candidats aient déclaré leur intention de se présenter à la primaire républicaine, Curtis Sliwa, fondateur des Guardian Angels, animateur de talk-show radio et candidat à la mairie en 2021, est le seul à se présenter officiellement. Le Parti républicain n'organise donc pas de primaire et Curtis Silva est déclaré candidat républicain présumé.

### Indépendants
- Eric Adams, maire de New York[6]
- Andrew Cuomo, ancien gouverneur de l'État de New York[N 1],[42]
- Jim Walden, avocat en droit de la concurrence[43]